# Charlotte Chandler
Charlotte Chandler est une biographe américaine qui a écrit des livres sur Groucho Marx, Federico Fellini, Billy Wilder, Bette Davis, Joan Crawford, Ingrid Bergman et Alfred Hitchcock.